# Sina Haas
Sina Haas (* 21. September 1992 in Mannheim) ist eine deutsche Tennisspielerin.

## Karriere
Haas, die im Alter von fünf Jahren mit dem Tennissport begann, spielte vor allem auf Turnieren der ITF Women’s World Tennis Tour, wo sie einen Titel im Doppel gewinnen konnte.
Ihr bislang letztes internationale Turnier spielte Haas im April 2018. Sie wird daher nicht mehr in der Weltrangliste geführt.
In der deutschen Tennisbundesliga spielte Haas 2017 und 2019 in der 2. Liga und 2018 in der 1. Liga für den BASF TC Ludwigshafen.

## Turniersiege

### Doppel
| Nr. | Datum            | Turnier  | Kategorie   | Belag     | Partnerin        | Finalgegnerinnen                 | Ergebnis  |
| --- | ---------------- | -------- | ----------- | --------- | ---------------- | -------------------------------- | --------- |
| 1.  | 23. Oktober 2009 | Pretoria | ITF $10.000 | Hartplatz | Piia Suomalainen | Lucia Kovarcikova Zuzana Linhová | 7:62, 6:2 |